# It Was All a Dream (album Lil’ Keke’a)
It Was All a Dream – trzeci studyjny album amerykańskiego rapera Lil’ Keke’a.
Gościnnie występują 8Ball, Big Hawk, Big Pokey, Archie Lee, Mr.3-2, Hot Boys, SPM, Herschelwood Hardheadz, i wielu innych.

## Lista utworów
| #  | Tytuł                  | Producent              | Goście                                       | Czas |
| -- | ---------------------- | ---------------------- | -------------------------------------------- | ---- |
| 1  | Good Part              | Commission Music Group | Madd Hatta                                   | 3:44 |
| 2  | Southside [Remix]      | Lee Johnson            | 8Ball & MJG                                  | 5:30 |
| 3  | Money Money            | Lee Johnson            | Mobb Figgaz                                  | 4:12 |
| 4  | One Love               | Lee Johnson            |                                              | 4:11 |
| 5  | Superstars             | Sin                    | Big Hawk, Herschelwood Hardheadz, & DSD      | 3:38 |
| 6  | Dusk 2 Down            | Commission Music Group | B-Legit, & Big Pokey                         | 4:04 |
| 7  | Until We Reach The Top | Sin                    |                                              | 5:01 |
| 8  | Don and the Underboss  | Commission Music Group | Lil’ C                                       | 4:22 |
| 9  | Everyday Allday        | Commission Music Group | Phaz                                         | 4:22 |
| 10 | Make 'Em Break It      | Commission Music Group | Hot Boys                                     | 4:09 |
| 11 | When We Ride           | Commission Music Group | Krazy, & Q.B.                                | 3:55 |
| 12 | Gotta Get It           | Commission Music Group |                                              | 4:52 |
| 13 | Do You Wanna Ride      | Commission Music Group | Cl'Che, & Phaz                               | 4:18 |
| 14 | Eazy Come Eazy Go      | Lee Johnson            |                                              | 3:50 |
| 15 | Shake It Baby          | Commission Music Group |                                              | 3:38 |
| 16 | Shops and Bops         | Commission Music Group | Archie Lee                                   | 4:08 |
| 17 | World Wide Playaz      | Commission Music Group | Mr.3-2, The Most Hated, & South Park Mexican | 4:06 |